# 五氧化二磷
五氧化二磷（化学式：P4O10），磷在空气中燃烧生成的磷氧化物。它吸水性强、并有极强的脱水性，甚至可以将浓硫酸脱水，生成三氧化硫。极易潮解，是一种强力干燥剂。它与冷水生成偏磷酸，与热水主要生成正磷酸。

## 用途
用于制高纯高磷酸、有机合成以及气体的干燥剂，或用于制备多聚磷酸。
五氧化二磷是效果很好的脱水剂，因为它的水合过程是放热的：
{\displaystyle \mathrm {P_{4}O_{10}+6H_{2}O=4H_{3}PO_{4}} \quad \Delta H^{\ominus }\mathrm {=-177kJ/mol} }
不过其脱水产物为一层粘稠的液体，容易覆盖在未反应的五氧化二磷表面，导致其脱水能力下降。通常在干燥器中使用的是五氧化二磷的颗粒。
五氧化二磷的干燥性能很强，因而有机合成中常用它作脱水剂。其中最重要的用途是将酰胺转变为腈类：
{\displaystyle {\rm {P_{4}O_{10}+RC(O)NH_{2}\rightarrow P_{4}O_{9}(OH)_{2}+RCN}}}
其中P4O9(OH)2只是用来理想化地表示P4O10的脱水产物。
另外它也能与羧酸反应，得到酸酐：
{\displaystyle {\rm {P_{4}O_{10}+RCO_{2}H\rightarrow P_{4}O_{9}(OH)_{2}+\left[RC(O)\right]_{2}O}}}
五氧化二磷溶于DMSO中得到的溶液称为Onodera试剂，能够发生斯文氧化反应，将醇氧化为醛。
五氧化二磷还可以将许多无机酸转变为对应的酸酐。例如：HNO3转变为N2O5、H2SO4转变为SO3、HClO4转变为Cl2O7、HCF3SO3转变为(CF3)2S2O5。

## 制备
P4O10由白磷在充足氧气下燃烧生成。
{\displaystyle {\rm {P_{4}+5O_{2}=P_{4}O_{10}}}}

## 安全
它與水的反應劇烈，對水含物質，如木材或棉花，會釋放大量的熱，甚至引起火災。對金屬有腐蝕性。即使在低至濃度為1毫克/米3，對人還是可能導致嚴重燒傷眼睛，皮膚，粘膜和呼吸道。